# نايجل هاريسون (موسيقي)
نايجل هاريسون (بالإنجليزية: Nigel Harrison)‏ هو موسيقي وكاتب أغاني وعازف قيثارة أمريكي، ولد في 24 أبريل 1951 في ستوكبورت في المملكة المتحدة.

## وصلات خارجية
- نايجل هاريسون على موقع IMDb (الإنجليزية)
- نايجل هاريسون على موقع ميوزك برينز (الإنجليزية)
- نايجل هاريسون على موقع ديسكوغز (الإنجليزية)
- نايجل هاريسون على موقع قاعدة بيانات الفيلم (الإنجليزية)